# Онен
Онен је француска општина која се налази у департману Норд, у региону Горњи Франс .
Приврженик Заједници агломерације Валенсијен Метрополе, Онен је такође део урбане јединице Валенсијена, која је трећи део департмана Север. Онен је дом Тојоте Мотор Мануфекчуринг Француска, где се склапају Тојота јарис и јарис крос.

## Географија
Комуна Онен је на северу омеђена комуном Кварубл, а на југу комуном Сен-Сол. Граничи се са градом Марли и Себуром . У њеном подруму се налази велико лежиште руде угља које је делом експлоатисано све до затварања јаме Цувинот крајем 1967. године .

### Клима
Клима која карактерише град је 2010. године квалификована као „ деградирана океанска клима централних и северних равница », према типологији климе Француске која тада броји осам главних типова климе у континенталној Француској  . 2020. године општина долази под тип „ измењена клима океана ” у класификацији коју је успоставио Метео-Франце, која сада на први поглед броји само пет главних типова климе у континенталној Француској. То је прелазна зона између океанске климе, планинске климе и полуконтиненталне климе. Температурне разлике између зиме и лета повећавају се са удаљеношћу од мора. Падавине су мање него уз море, осим у близини рељефа  .
Климатски параметри који су омогућили успостављање типологије из 2010. укључују шест варијабли за температуре и осам за падавине, чије вредности одговарају нормали 1971-2000. Седам главних варијабли које карактеришу општину представљене су у оквиру испод.
| Комунални климатски параметри у периоду 1971-2000 - Просечна годишња температура : 10,7 °C - Број дана са температуром испод −5 °C : 3.6 д - Број дана са температуром преко 30 °C 2.9 д - Годишња топлотна амплитуда : 14,7 °C - Укупне годишње количине падавина 739 - Број дана падавина у јануару : 12,2 д - Број дана падавина у јулу : 9,4 д |

Са климатским променама, ове варијабле су еволуирале. Студија коју је 2014. године спровела Генерална дирекција за енергију и климу  допуњена регионалним студијама  предвиђа да би просечна температура требало да расте, а просечне падавине падају, са, међутим, јаким регионалним варијацијама. Ове промене се могу видети на најближој метео-станици Метео-Франце, “ Валенциеннес “, у општини Валенсијен, пуштен у рад 1987. и који је удаљен 6   зрачне линије  , , где је просечна годишња температура 10,9 °C и висина падавина од 708   за период 1981-2010  . На најближој историјској метеоролошкој станици , „ Лилле Лескуин “, у граду Лескин, пуштен у рад 1944. године и удаљен 41   , просечна годишња температура се мења за 10,4 °C за период 1971-2000  у 10,8 °Ц за 1981-2010 , затим у 11,3 °Ц за 1991-2020  .

### Типологија
Онен је урбана комуна јер је једна од комуна густе или средње густине, у смислу ИНСЕЕ комуналне мреже густине  , , , . Припада урбаној јединици Валенсијен (француски део), међународној агломерацији чији француски део обухвата 56 communes  и 333 453 habitants 2020, од чега је општина у предграђима  , .
Поред тога, комуна је део привлачног подручја Валенсијена (француски део) чија је заједница круне  . Ово подручје, које обухвата 102 communes, категорисано је у областима са 200 000 до мање од 700 000 habitants  , .

### Коришћење земљишта
Коришћење земљишта општине, како произилази из европске базе података биофизичког коришћења земљишта Цорине Ланд Цовер (ЦЛЦ), обележено је значајем вештачких територија (53,6 % у 2018. години), што је повећање у односу на 1990. годину (32,9 %). Детаљна расподела у 2018. је следећа : урбанизована подручја (24.1 %), индустријске или комерцијалне области и комуникационе мреже (23.6 %), обрадиво земљиште (22.6 %), шуме (10.9 %), хетерогене пољопривредне површине (8.4 %), рудници, депоније и градилишта (5.9 %), средине са жбунастом и/или зељастом вегетацијом (2 %), травњак (1.9 %), трајни засади (0,6 %)  .
ИГН такође пружа онлајн алат за упоређивање еволуције током времена коришћења земљишта у општини (или територијама у различитим размерама). Неколико ера је доступно у облику мапа или фотографија из ваздуха : Касинијева карта XVIII 18 века ), штабна карта (1820-1866) и актуелни период (1950 до данас)  .

## Историја
Аббаие дес Дамес де Беаумонт тврдила је да поседује имовину у селу 1602. .
Знамо да је Онен доживео древну окупацију и то још од праисторије, о чему сведоче бројни алати пронађени током ископавања, затим гало-римски, место Тојоте непосредно пре него што је истражена изградња фабрике.

## Топонимија
Ониниум (911), Оненг (1057), Онен (1085-1107), Онег (1132), Унаинг (1148), Оненц (1179), Онен (1187).

## Експлоатација угља
Јаму Кувинот је основала Компагни де мин д'Анзин, методом замрзавања земље, године.juillet 1893јула 1893. године . Носи име директора компаније. ТХЕ27 octobre 189427. октобра 1894. године , жестоко невреме потопило је део два окна и натерало раднике да се хитно попну назад. Рударство је почело 1897. Користи читав низ угља од мршавог до масног. Инсталације уништене током рата су обновљене, а бунари су продубљени на 480 м. Два бунара се користе за екстракцију и сервис. Ла Фоссе су Немци потпуно уништили током свог повлачења 1918. године. Шахт 1 је окачен на -360 и -480 м. 2 ради на -360 м. Године 1955. Тиерова јама је концентрисана на Кувино. Екстракција се зауставља29 décembre 196729. децембра 1967 након производње 13 212 000 tonnes угља. Шахт 1, дубине 491 м и шахт 2, 484 м, затрпани су 1968. године. Сви објекти су уништени. Стари цреп је огромна пустош. Конусна (шиљаста) гомила шљаке се копа. Само Рударски град, у оквиру којег још увек постоји посао где налазимо стару таблу " СОЦОМА » (Задруга рудника Анзина) сада обележава присуство рудника.

## Аутомобилска индустрија
У граду се на својој територији налази фабрика Тојота задужена за производњу јариса за европско тржиште.

## Политика и администрација

### Списак градоначелника
Градоначелник од 1802. до 1807. године : А. Цороене или Цотоене  '  .

### Судски и управни органи
Општина припада Окружном суду у Валенсијену, Вишем суду у Валенсијену, Апелационом суду у Доуеју, Дечјем суду у Валенсијену, Индустријском трибуналу у Валенсијену, Трговинском суду у Валенсијену, Управном суду у Лилу и Административном апелационом суду у Дуеју.

## Места и споменици
- Црква обновљена у XVI веку века и увећан од 1894 (непознат датум изградње)
- Гробље је отворено 1849. године након епидемије и садржи изузетне гробнице попут оних старих индустријских породица (Вено, Скоуфлаир, Моузин...) и свештеника.
- Различите капеле (Саинт Роцх, Нотре-Даме де Тонгрес . . . )
- Надгробни споменик наслоњен на зид на страни националног пута цркве Јохана Дамура који је умро 1408. (наведен као историјски споменик) и његове супруге Агнес Брундине.

## Личности повезане са општином
- Винцент Хандреи (1969) : кантаутор
- Пол-Ели Гернез (1888-1948) : Паинтер
- Антоан-Жозеф Скуфлер (1800-1865) : оснивач фабрике глинених лула Сцоуфлаире
- Породица Венот : индустријалци који су радили у комуни и чији су неки чланови постали председници Лире Оувриере (општинска слога)
- Али Фергани (1952) : бивши интернационалац фудбалске репрезентације Алжира и неколико пута тренер ове исте формације.